# Israels geografi
Geografisk er Israel placeret øst for Middelhavet, i det vestlige Asien, i det område der i daglig tale bliver kaldt Mellemøsten. Det grænser op til Libanon i nord, Syrien og Jordan øst og Egypten i sydvest. Landet har en kystlinje mod Middelhavet i vest og mod Akababugten i syd. Israel er langt og smalt. Det strækker sig omtrent 450 km fra Genesaretsøen i nord til Eilat i syd. Den bredeste strækning er 135 km, mellem Dødehavet og Middelhavet.
Den vigtige flod Jordan løber via Genesaretsøen til Dødehavet.
Under seksdageskrigen i 1967 besatte Israel Vestbredden, som til da blev kontrolleret af Jordan, Golanhøjderne som tilhørte Syrien samt Gazastriben og Sinai som blev styret af Egypten. I 1982 trak Israel sine tropper tilbage og evakuerede befolkningen på Sinai-halvøen, samt fra Gazastriben i 2005. Vestbreddens og Gazastribens fremtid er fortsat uklart. Østjerusalem har været under israelsk styre siden 1967, samt Golanhøjderne fra 1981, selvom de ikke formelt er inkluderet.
Israels areal – eksklusive de områder som blev besat i 1967 – udgør 20.770 kvadratkilometer, hvoraf 1% er vand. Hvis man inkluderer østre Jerusalem og Golanhøjderne, er arealet 22.145 kvadratkilometer.
Israel har et meget varieret klima, hvis man sammenligner kystområderne med bjergområderne, specielt i vintermånederne. I de nordlige bjergområder kan temperaturen synke, det kan sne og regne, og man kan opleve sne helt ned til Jerusalem. Kystområderne, for eksempel strandene i Haifa og Tel Aviv, har et typisk middelhavsklima med kølig vinterregn og varme, tørre somre.

## Klima
Selvom Israel er et lille land, har det en varieret topografi og varierende klimatiske forhold. Galilæas  skovbeklædte højder i det nordlige Israel går over til frugtbare dale. Landbrugsjord markerer kyststrækningen langs med Middelhavet. Bjergrige ørkener strækker sig sydpå gennem Negevørkenen og Arava-dalen til Eilat ved Rødehavet.
Landets tempererede klima er solrigt med en regnperiode fra november til april. Den årlige nedbørsmængde varierer fra 50-150 cm i det nordlige Israel til 2,5 cm i den sydlige del. De vidt forskellige klimatiske forhold giver i kystområdet varme, fugtige somre og regnfyldte vintre; på bjergene tørre, varme somre og moderate kolde vintre med regn – af og til sne. I den sydlige del af landet hersker ørkenagtige betingelser med varme til hede dage og kølige netter.

## Politisk geografi

### Administrative distrikter
Israel er opdelt i seks hoveddistrikter, som igen er delt op i femten sub-distrikter. Hvert sub-distrikt er igen delt op i 50 naturlige regioner. Distrikterne fra nord til syd, og deres sub-distrikter er:
- Norddistriktet
  - Zefat
  - Kinneret
  - Yizre'el
  - Akko
  - Golan[3]
- Haifa-distriktet
  - Haifa
  - Hadera
- Centraldistriktet
  - Sharon
  - Petah Tiqva
  - Ramla
  - Rehovot
- Tel Aviv-distriktet
- Syddistriktet
  - Ashkelon
  - Be'er Sheva
- Judea- og Samariadistriktet

Golan-området er delt op i fire naturlige regioner, og er inkluderet i de overnævnte tal, selv om FN ikke anser det som en del af israelsk område. Judea- og Samariaområdet er imidlertid ikke inkluderet, eftersom Israel ikke indehaver domsmagten der.

### Byer
Israels statistiske centralbureau definerer tre storbyområder: Tel Aviv (3 040 400 indbyggere), Haifa (996 000 indbyggere) og Be'er Sheva (531 600 indbyggere) . Hovedstaden Jerusalem har en befolkning på 719.000 indbyggere.
Foruden disse, er Israels største byer Akko, Ashdod, Askhelon, Eilat, Giv'Atayim, Hadera, Herzliya, Holon, Karmiel, Kefar Sava, Lod, Nahariya, Nazareth, Nazareth Illit, Netanya, Petach Tikvah, Ra'anana, Ramat Gan, Ramla, Rehovot, Rishon LeZion og Tiberias.

### Hovedstad
Siden 1950 har Jerusalem været erklæret staten Israels officielle hovedstad og residens for præsidenten, regeringen og parlamentet. I 1980 vedtog Knesset at Jerusalem var landets evige og udelelige hovedstad med fuld religionsfrihed for alle.
Der er imidlertid få lande som anerkender dette, og de betragter Jerusalems status som et uløst problem på grund af Israels erobring af Øst-Jerusalem fra Jordan under Seksdageskrigen i 1967. Jordan besatte denne del af Jerusalem under Israels uafhængighedskrig i 1948 (efter krigen i 1967 afstod Jordan dog Jerusalem). Alle udenlandske ambassader (undtagen Costa Ricas og El Salvadors) er derfor placeret i Tel Aviv.
Siden der er tvivl om Jordans og Israels historiske aftaler om Øst-Jerusalem, mener verdenssamfundet at den endelige afklaring på Jerusalems status skal ske under fremtidige israelsk-palestinænsiske forhandlinger. Andre parter fastholder at Jerusalem skal internationaliseres, som oprindelig vedtaget af FNs generalsforsamling.